# Multimedia
Multimedia reprezintă conținutul și media, ce folosesc o combinație a diferitelor forme de conținut, cum ar fi date codificate vizuale, audio, text, formate lingvistice etc.  Termenul poate fi folosit drept substantiv (un mediu cu multiple forme de conținut) sau ca adjectiv, descriind un  mediu ce are multiple forme de conținut. Termenul este folosit în contrast cu media, ce utilizează  numai ecrane de calculator rudimentare, cum ar fi doar cele cu redare-text, sau formele tradiționale de material produs manual sau printat. Multimedia include o combinație de text, audio, imagine, animație, video, sau forme de conținut interactive. Acestea sunt în format electronic și pot fi vizualizate pe un PC, tabletă, smartphone, e-reader etc. 
De obicei multimedia este înregistrată și reprodusă, afișată sau accesată prin dispozitive de procesare a conținutului informațional, cum ar fi dispozitive electronice sau computerizate, prin intermediul internetului, dar poate fi, de asemenea, parte a unui spectacol live. Multimedia (ca adjectiv) la fel descrie și dispozitivele de media electronică ce sunt utilizate pentru a stoca și experimenta conținutul multimedia. Multimedia este diferită de media amestecată din cadrul artelor frumoase; incluzînd audio, spre exemplu, are o sferă mai vastă. Termenul „rich media” este sinonim cu media interactivă, iar „hypermedia” reprezintă o aplicație multimedia separată.

## Categorisirea multimediei
Multimedia poate fi în linii mari împărțită în două categorii: liniară și neliniară. Conținutul activ liniar adesea progresează fără un control navigațional pentru spectator, cum ar fi o prezentare de cinema. Cel neliniar folosește interactivitatea pentru a controla  progresul, cum e în cazul unui joc video sau instruire pe calculator. Hipermedia este un exemplu de conținut neliniar.
Prezentările multimedia pot fi live sau înregistrate. O prezentare înregistrată poate permite  o interactivitate prin sistemul navigațional spațial. O prezentare multimedia live poate permite o interactivitate prin prezentator sau interpret.

## Aplicații multimedia

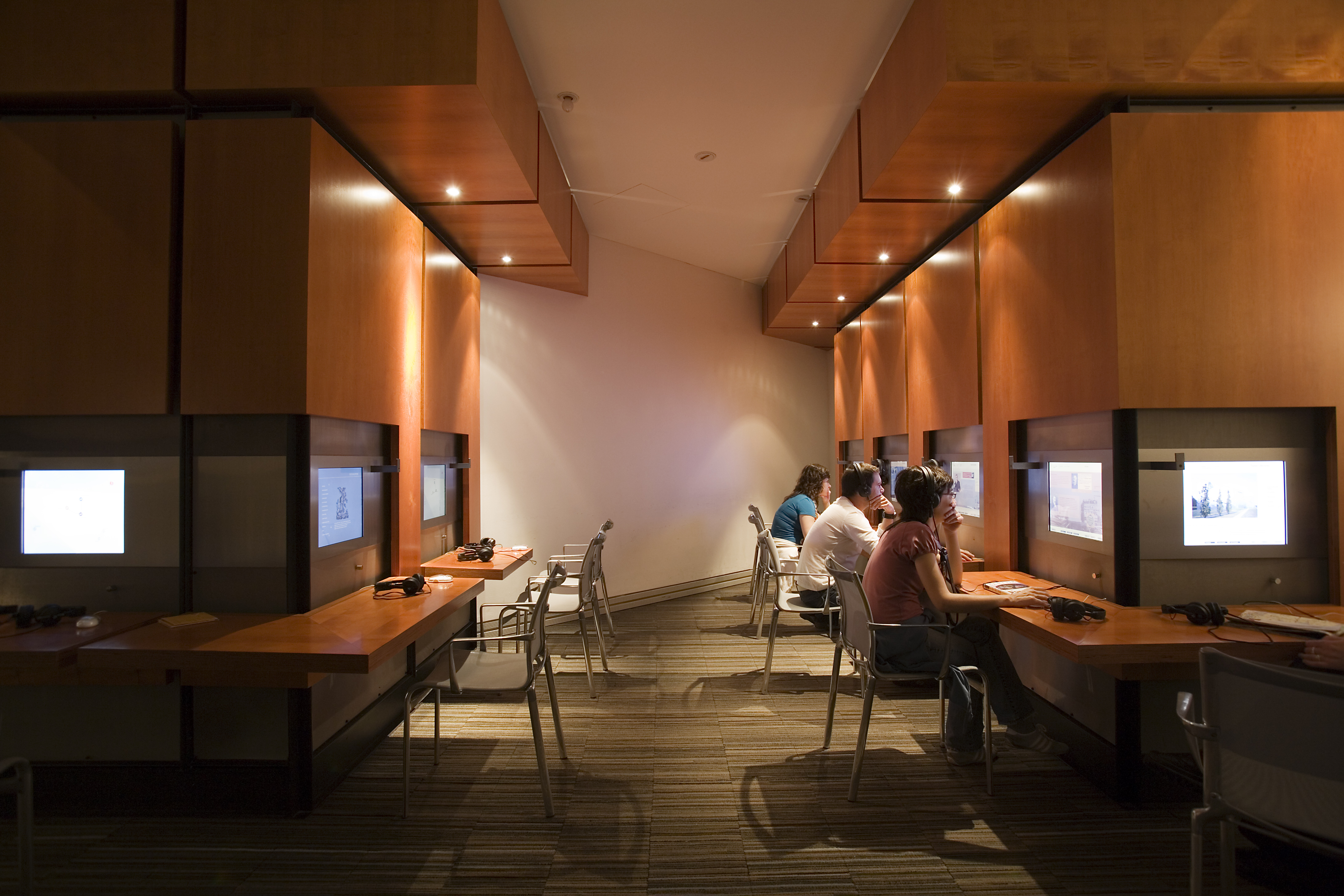
Sală multimedia la Universitatea din Berlin

- Proiectare asistată de calculator (CAD)
- Dezvoltare de pagini web
- Învățământ (în special învățământ la distanță)
- Grafică digitală: animație, bitmap, vectorială
- Jocuri video: aventură, strategie, acțiune etc.
- Tehnoredactare computerizată
- Editare asistată de calculator (audio și/sau video)
- Comunicații multimedia: videoconferințe, Voip [2]

## Avantaje
- cantitate de informații foarte mare transmisă într-un anumit interval de timp
- aplicațiile multimedia sunt ușor de folosit în comparație cu cele tradiționale, mai atractive și pot fi perfecționate continuu
- interactivitate și integrarea diverselor documente
- aplicabilitate în multe domenii
- creșterea eficienței activității prin creșterea comunicării între producător și beneficiar
- durata mare de viață a unor suporturi multimedia.

## Dezavantaje
- necesitatea achiziționării de echipamente în general scumpe
- timpul relativ mare alocat unei achiziționări optime de informații ce sunt oferite pe cele mai noi suporturi

## Vezi și
- Comprimare de date
- Extensie de fișier
- MPEG